# Chantelle Handy
Chantelle Handy (Consett, 16 giugno 1987) è un'ex cestista britannica.

## Carriera
Con la Gran Bretagna ha disputato i Giochi olimpici di Londra 2012 e quattro edizioni dei Campionati europei (2011, 2013, 2015, 2019).

## Palmarès
- Campionato belga: 1
Castors Braine: 2019-20